# Chaetotyphula hyalina
Chaetotyphula hyalina är en svampart som först beskrevs av Franz Wilhelm Junghuhn, och fick sitt nu gällande namn av Corner 1950. Chaetotyphula hyalina ingår i släktet Chaetotyphula och familjen mattsvampar.   Inga underarter finns listade i Catalogue of Life.